# Pavel Rödl
Pavel Rödl (* 29. November 1959) ist ein Regionalpolitiker in Tschechien.
1991 trat er der ODS bei und war langjähriger Stadtteilbürgermeister von Pilsen 4 – Doubravka. Von 2000 bis 2002 war er in Pilsen stellvertretender Oberbürgermeister unter Jiří Šneberger, zuständig für die Bereiche Kultur und öffentliche Dienste. In der Wahlperiode 2006–2010 war er Pilsens Oberbürgermeister. 2008 kandidierte er für die ODS als Listenführer bei den Regionalwahlen. Er verließ im August 2010 die ODS und trat als Parteifreier für die liberal-konservative Partei OBČANÉ.CZ an. Für diese Gruppierung sitzt er seit November 2010 im Gemeinderat der Stadt Pilsen.
Rödl hat einen Abschluss der Tschechischen Technischen Universität in Bauingenieurwesen.